# Station Nitra
Station Nitra (Slowaaks: Železničná stanica Nitra) is het belangrijkste treinstation van de Slowaakse stad (mesto) Nitra. 

## Ligging
Het station ligt in het zuidwesten van Slowakije, in de oude binnenstad van Nitra, aan de straat Staničná.

## Geschiedenis

### Ontstaan
De geschiedenis van de spoorweg in Nitra gaat terug tot de tweede helft van de 19e eeuw. De spoorlijn Ivanka pri Nitre – Nitra werd in dienst gesteld op 19 november 1876. Dit relatief korte traject ontbrak voordien om over een grotere verbinding te beschikken. Uit de verwezenlijking van deze lijn volgde de aansluiting van Nitra met de volgende andere lijnen:
- Ivanka pri Nitre - Šurany (sectie van lijn 140)
- Šurany - Palárikovo.

De lijn van Nitra -in oostelijke richting- naar Topoľčany (via Lužianky) werd geopend op 16 september 1881 en de regionale lijn in noordwestelijke richting: Nitra – Zbehy – Radošina volgde op 26 november 1909.
Het historische stationsgebouw van Nitra, met zijn twee verdiepingen en zijn typische kubusvormige architectonische volumes, dateert uit de jaren 1870. In 1921 werden aan het gebouw lokalen voor de dienst "verkeersleiding" toegevoegd en werden er drie loketten en één balie voor het registreren van reisgoed geïnstalleerd. In 1924-1925 werd er elektrische verlichting in het station geplaatst, waardoor de spoorweginstelling haar huidige uiterlijk kreeg.

### Modernisering
In 2011 had men de bedoeling een nieuw stationsgebouw op te trekken, in plaats van te renoveren. De bouw werd echter niet aangevangen ingevolge geldgebrek.
In de zomer van 2013 had men het vooruitzicht om een technisch-economisch onderzoek uit te voeren voor twee investeringen:
1. elektrificatie van het traject Leopoldov – Nitra – Šurany
2. realisatie van een verbinding Nitra - Bratislava.

De plaatsing van dakconstructies op de perrons, de installatie van camera's en een informatiesysteem stonden eveneens op het verlanglijstje. De werken zouden na 2015 plaatsvinden maar in januari 2016 was elektrificatie nog niet gepland. Ook was het toen nog onzeker of de bouw van een nieuw treinstation in Nitra zou doorgaan.

## Lijnen
Het station ligt aan de secundaire spoorlijn Nové Zámky – Prievidza (lijn 140).

## Dienstverlening

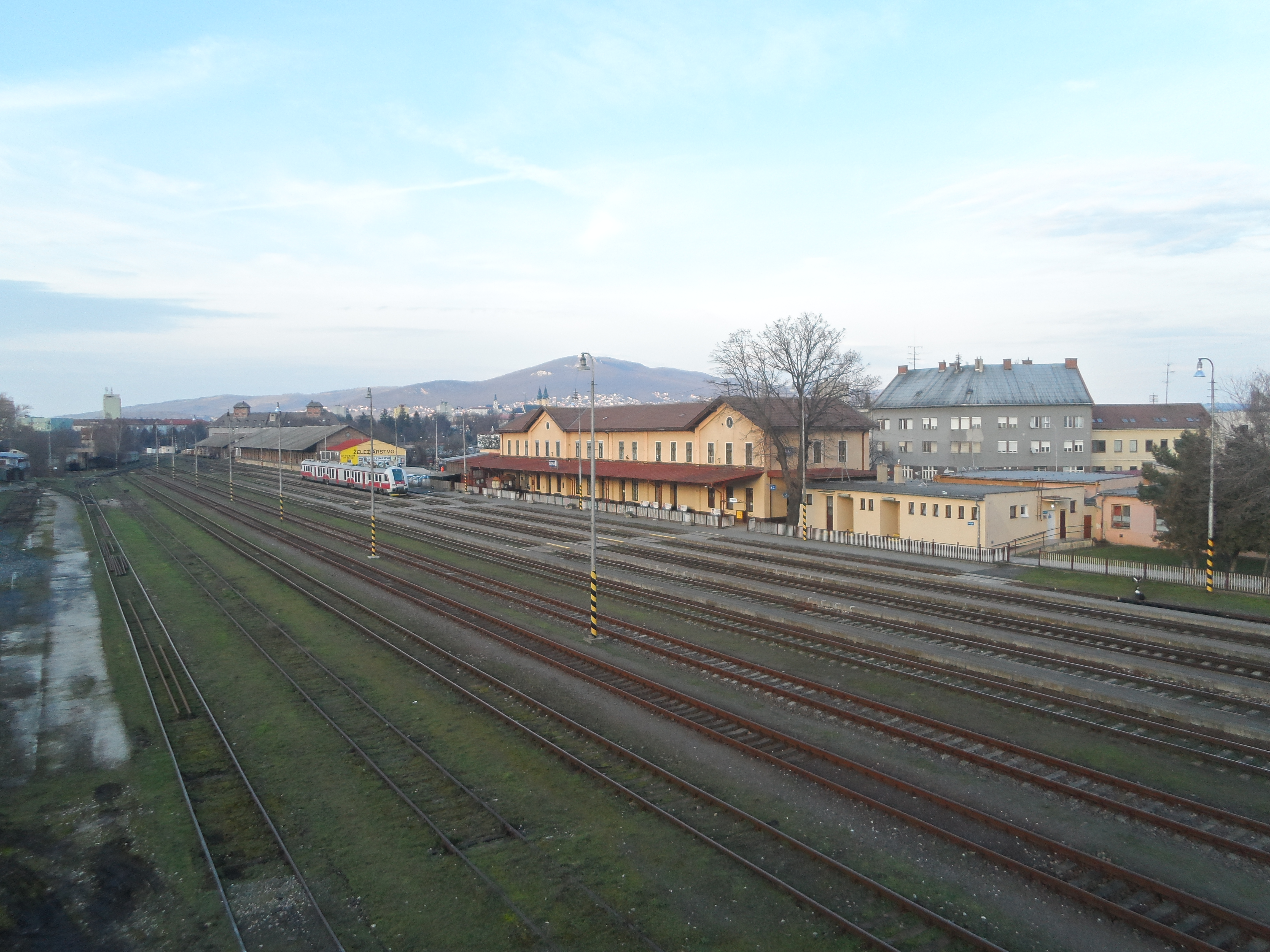
Emplacement van het station Nitra

Vlak bij het station, in noordelijke richting, ligt het autobusstation «Autobusova stanica Nitra».

## Treindienst
Er rijden regelmatig stoptreinen van de Slowaakse Spoorwegmaatschappij ŽSSK.

## Ander station
Op het grondgebied van de stad, ongeveer 2 km verder in noordwestelijke richting, aan de straat: «Pražská», ligt de halte « Nitra zastávka ». Deze maakt eveneens deel uit van lijn 140.